# CCDC85B
CCDC85B (англ. Coiled-coil domain containing 85B) – білок, який кодується однойменним геном, розташованим у людей на короткому плечі 11-ї хромосоми. Довжина поліпептидного ланцюга білка становить 202 амінокислот, а молекулярна маса — 22 091.
| 10         |  | 20         |  | 30         |  | 40         |  | 50         |
| ---------- |  | ---------- |  | ---------- |  | ---------- |  | ---------- |
| MEAEAGGLEE |  | LTDEEMAALG |  | KEELVRRLRR |  | EEAARLAALV |  | QRGRLMQEVN |
| RQLQGHLGEI |  | RELKQLNRRL |  | QAENRELRDL |  | CCFLDSERQR |  | GRRAARQWQL |
| FGTQASRAVR |  | EDLGGCWQKL |  | AELEGRQEEL |  | LRENLALKEL |  | CLALGEEWGP |
| RGGPSGAGGS |  | GAGPAPELAL |  | PPCGPRDLGD |  | GSSSTGSVGS |  | PDQLPLACSP |
| DD         |  |            |  |            |  |            |  |            |

A: Аланін

C: Цистеїн

D: Аспарагінова кислота

E: Глутамінова кислота

F: Фенілаланін

G: Гліцин

H: Гістидин

I: Ізолейцин

K: Лізин

L: Лейцин

M: Метіонін

N: Аспарагін

P: Пролін

Q: Глутамін

R: Аргінін

S: Серин

T: Треонін

V: Валін

Кодований геном білок за функцією належить до репресорів. 
Задіяний у таких біологічних процесах, як транскрипція, регуляція транскрипції, регуляція росту, диференціація клітин, ацетилювання. 
Локалізований у цитоплазмі, цитоскелеті, ядрі.